# Роб Ліск
Роб Ліск (нім. Rob Leask, нар. 9 червня 1971, Норт-Йорк) — німецький хокеїст канадського походження, що грав на позиції захисника. Грав за національну збірну Німеччини.

## Ігрова кар'єра
Хокейну кар'єру розпочав 1988 року виступами за команду «Торонто Марлборос».
1991 року був обраний на драфті НХЛ під 209-м загальним номером командою «Вашингтон Кепіталс». 
Професійну клубну ігрову кар'єру розпочав виступами за команду «Балтимор Скіпджекс», згодом перейшов до «Джостаун Чіфс». До 1996 року встиг відіграти за «Герші Берс» та «Портленд Пайретс».
Виступав за збірну Канади в сезоні 1995/96 років.
Влітк 1996 переїздить до Європи, де укладає контракт із «Айсберен Берлін». У складі столичної команди двічі стає чемпіоном Німеччини в 2005 та 2006 роках.
З 2006 по 2009 захищає кольори «Гамбург Фрізерс».
26 серпня 2009 укладає контракт з «Томас Сабо Айс Тайгерс». 10 березня 2010 року Ліск та «Нюрнберг» продовжили контракт. У сезоні 2012/13 Роб завершив кар'єру гравця.
Виступав за збірну Німеччини, на головних турнірах світового хокею провів 15 ігор в її складі.

## Тренерська кар'єра
Ліск розпочав свою тренерську кар'єру, як головний тренер клубу «Регенсбург» 31 травня 2013 року. Після звільнення з цієї посади в лютому 2014 він обіймає посаду помічника головного тренера «Кассель Гаскіс». У квітня 2015 Роба запросили на посаду помічника головного тренера до команди «Штраубінг Тайгерс» (ДХЛ).

## Статистика

### Клубні виступи
| Сезон     | Клуб                     | Ліга      | Регулярний сезон | Регулярний сезон | Регулярний сезон | Регулярний сезон | Регулярний сезон | Плей-оф | Плей-оф | Плей-оф | Плей-оф | Плей-оф |
| Сезон     | Клуб                     | Ліга      | І                | Г                | П                | О                | ШХ               | І       | Г       | П       | О       | ШХ      |
| --------- | ------------------------ | --------- | ---------------- | ---------------- | ---------------- | ---------------- | ---------------- | ------- | ------- | ------- | ------- | ------- |
| 1988–89   | «Торонто Марлборос»      | ОХЛ       | 64               | 4                | 21               | 25               | 63               | 6       | 0       | 1       | 1       | 4       |
| 1989–90   | «Гамільтон Дюкес»        | ОХЛ       | 43               | 6                | 18               | 24               | 50               | —       | —       | —       | —       | —       |
| 1990–91   | «Гамільтон Дюкес»        | ОХЛ       | 62               | 11               | 27               | 38               | 85               | 4       | 1       | 2       | 3       | 2       |
| 1991–92   | «Гвелф Сторм»            | ОХЛ       | 7                | 0                | 1                | 1                | 15               | —       | —       | —       | —       | —       |
| 1991–92   | «Ошава Дженералс»        | ОХЛ       | 49               | 13               | 27               | 40               | 90               | 7       | 1       | 4       | 5       | 4       |
| 1991–92   | «Балтимор Скіпджекс»     | АХЛ       | 4                | 0                | 0                | 0                | 0                | —       | —       | —       | —       | —       |
| 1992–93   | «Балтимор Скіпджекс»     | АХЛ       | 68               | 4                | 8                | 12               | 76               | 7       | 0       | 1       | 1       | 14      |
| 1993–94   | «Джостаун Чіфс»          | ХЛСУ      | 52               | 11               | 25               | 36               | 137              | 3       | 1       | 2       | 3       | 14      |
| 1993–94   | «Герші Берс»             | АХЛ       | 17               | 0                | 1                | 1                | 17               | —       | —       | —       | —       | —       |
| 1994–95   | «Джостаун Чіфс»          | ХЛСУ      | 60               | 16               | 45               | 61               | 110              | 1       | 0       | 0       | 0       | 0       |
| 1994–95   | «Герші Берс»             | АХЛ       | 15               | 0                | 1                | 1                | 6                | —       | —       | —       | —       | —       |
| 1995–96   | Збірна Канади            | МТ        | 53               | 6                | 12               | 18               | 48               | —       | —       | —       | —       | —       |
| 1995–96   | «Портленд Пайретс»       | АХЛ       | 3                | 0                | 2                | 2                | 2                | 23      | 0       | 7       | 7       | 21      |
| 1996–97   | «Айсберен Берлін»        | ДХЛ       | 50               | 4                | 17               | 21               | 80               | 8       | 2       | 2       | 4       | 14      |
| 1997–98   | «Айсберен Берлін»        | ДХЛ       | 32               | 2                | 3                | 5                | 38               | 9       | 2       | 0       | 2       | 37      |
| 1998–99   | «Айсберен Берлін»        | ДХЛ       | 39               | 11               | 14               | 25               | 49               | 8       | 0       | 0       | 0       | 30      |
| 1999–00   | «Айсберен Берлін»        | ДХЛ       | 52               | 5                | 12               | 17               | 46               | —       | —       | —       | —       | —       |
| 2000–01   | «Айсберен Берлін»        | ДХЛ       | 50               | 1                | 15               | 16               | 143              | —       | —       | —       | —       | —       |
| 2001–02   | «Айсберен Берлін»        | ДХЛ       | 58               | 1                | 23               | 24               | 114              | 4       | 0       | 0       | 0       | 2       |
| 2002–03   | «Айсберен Берлін»        | ДХЛ       | 49               | 4                | 12               | 16               | 112              | 9       | 1       | 1       | 2       | 10      |
| 2003–04   | «Айсберен Берлін»        | ДХЛ       | 50               | 11               | 16               | 27               | 107              | 6       | 0       | 0       | 0       | 8       |
| 2004–05   | «Айсберен Берлін»        | ДХЛ       | 42               | 3                | 11               | 14               | 70               | —       | —       | —       | —       | —       |
| 2005–06   | «Айсберен Берлін»        | ДХЛ       | 43               | 3                | 14               | 17               | 40               | 11      | 1       | 2       | 3       | 12      |
| 2006–07   | «Гамбург Фрізерс»        | ДХЛ       | 48               | 4                | 16               | 20               | 79               | 7       | 0       | 1       | 1       | 10      |
| 2007–08   | «Гамбург Фрізерс»        | ДХЛ       | 52               | 3                | 17               | 20               | 115              | 8       | 0       | 3       | 3       | 14      |
| 2008–09   | «Гамбург Фрізерс»        | ДХЛ       | 52               | 0                | 15               | 15               | 88               | 8       | 1       | 0       | 1       | 35      |
| 2009–10   | «Томас Сабо Айс Тайгерс» | ДХЛ       | 54               | 2                | 12               | 14               | 89               | 5       | 0       | 2       | 2       | 4       |
| 2010–11   | Томас Сабо Айс Тайгерс   | ДХЛ       | 48               | 2                | 8                | 10               | 56               | 2       | 0       | 1       | 1       | 0       |
| 2011–12   | Томас Сабо Айс Тайгерс   | ДХЛ       | 52               | 1                | 19               | 20               | 54               | —       | —       | —       | —       | —       |
| 2012–13   | Томас Сабо Айс Тайгерс   | ДХЛ       | 50               | 0                | 6                | 6                | 66               | 3       | 1       | 0       | 1       | 4       |
| ДХЛ разом | ДХЛ разом                | ДХЛ разом | 821              | 57               | 230              | 287              | 1346             | 100     | 9       | 21      | 30      | 188     |

### Збірна
| Рік                | Команда            | Турнір             | І  | Г | П | О | ШХ |
| ------------------ | ------------------ | ------------------ | -- | - | - | - | -- |
| 2004               | ФРН                | ЧС                 | 6  | 0 | 0 | 0 | 8  |
| 2004               | ФРН                | КС                 | 4  | 0 | 1 | 1 | 6  |
| 2006               | ФРН                | ОІ                 | 5  | 0 | 0 | 0 | 6  |
| Національна збірна | Національна збірна | Національна збірна | 15 | 0 | 1 | 1 | 20 |